# Lenny Tavárez
Julio Manuel González Tavárez (San Juan, 19 de maio de 1987), mais conhecido pelo seu nome artístico Lenny Tavárez, é um cantor, compositor, dançarino e produtor musical porto-riquenho. Fez parte da dupla Dyland & Lenny.

## Biografia

### Início
Lenny nasceu em 19 de maio de 1987 em San Juan, Porto Rico. Durante sua juventude, ele se dedicou ao basquete. Em meados de 2007, juntamente com Dyland (Carlos Castillo Cruz), decidiu dedicar-se à música, fundando o dueto de reggaeton e música urbana Dyland & Lenny.

### Dyland & Lenny
Gravaram suas primeiras músicas junto de Elías de León, produtor do selo de White Lion. Paralelamente, assinam um contrato com a Luny Tunes, uma conhecida gravadora no gênero urbano. A primeira música da dupla foi intitulada "Huele a rosa" pertencente ao álbum Calle 434 dos produtores Luny Tunes, lançado em 2008.
Mais tarde, foi lançada sua primeira produção discográfica, que se chamava My World, o que lhes permitiu visitar países como Panamá, Porto Rico, Chile, Estados Unidos, Venezuela, entre outros.
A dupla foi nomeada para Duo of the Year no Texas Awards e Revelation Duo no Premio Lo Nuestro. Suas canções "Quiere Pa’ Que Te Quieran", "Caliente" e "Nadie te amará como yo", alcançaram diferentes posições nas rádios.
No final de 2012, eles lançaram seu single promocional "Pégate más", que faz parte de seu segundo álbum My World 2, lançado em fevereiro de 2013. Esta produção do disco contou com a colaboração de J Álvarez, Pitbull, Cosculluela, Yomo, Victor Manuelle, Ángel López, Beatriz Luengo, entre outros.
Em 2013, eles são indicados como Latin Rhythm Group ou Duo no Billboard Latin Music Awards. Eles foram reconhecidos com a Orquídea de Platina durante o Festival de Orquídeas realizado na cidade de Maracaibo, Venezuela.
Em 2013, a dupla anunciou sua separação.

### Como carreira solo
Após a separação da dupla, ele embarca em sua carreira como solista, e adota o nome de Lenny Tavárez. Estreou-se como solista em 2013 com a música "Mas no puede amarte" que recebeu um reconhecimento moderado. Mais tarde lançou outros singles como "Donde estás" com RKM, "Tiemblo", "Pa' que te enamores" com Omar Acedo, entre outros.
Em 2015 lançou a música "Fantasías", que faria parte de seu álbum Ultimatum (um álbum que nunca saiu), sob a distribuição da gravadora E-M Music Inc e Wilfredo Ortiz de Behind The Scenes. Mais tarde, ele publicou uma versão remixada com a colaboração de De La Ghetto e J Álvarez. Da mesma forma, este tema foi posicionado nas principais emissoras de rádio de Porto Rico, República Dominicana e diversos países da América Latina.
Paralelamente à sua carreira musical, iniciou sua vida como empresário com a linha de produtos proteicos Pro-Fit 7.
No início de sua carreira, continuou com o gênero reggaeton, mas depois se aventurou também no Latin Trap, lançando músicas como "Caviar", "Secreto", "Calentura (Remix)", "Ya no quiere amor" , "Nena maldición", "Perfecta" e "Toda (Remix)". Em 2018 lançou uma das suas colaborações de maior sucesso com Paulo Londra chamada "Nena maldición".
Em 2019, a Rich Music apresenta seu EP chamado The Academy que conta com 6 músicas, onde Lenny fez parte da capa e a participação dentro do álbum junto com artistas como Dalex, Justin Quiles, Sech, Feid, entre outros.

## Discografia
- Krack (2021)